# 稲川淳二の怪談ナイト
稲川淳二の怪談ナイト（いながわじゅんじのかいだんないと）は、1993年から毎年夏から冬にかけて開催されている稲川淳二による怪談トークライブ。
キャッチフレーズは「今年もあいつがやってくる・・・」

## 概要

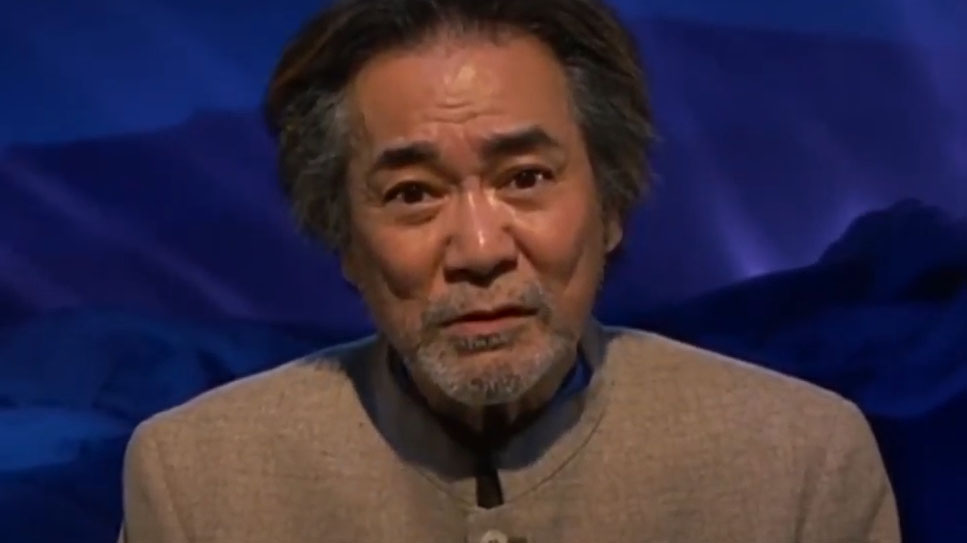
稲川淳二

正式には、「MYSTERY NIGHT TOUR （年） 稲川淳二の怪談ナイト」と表記される。
1993年8月13日、クラブチッタ川崎（現・CLUB CITTA'）で開催された「川崎ミステリーナイト」が始まりで、翌1994年にも同じ会場で開催された。以降、ツアーの千秋楽はCLUB CITTA'で開催されている。
1995年7月から8月にかけて、「MYSTERY NIGHT TOUR 1995 稲川淳二の怪談ナイト」が全国ツアーとしてスタート。
夏季だけではなく、冬季にも「冬のライブハウスツアー」として開催されている。
2002年に10周年、2012年に20周年を迎え、2017年現在、25年連続で開催されている。

## 出版物

### CD
- 稲川淳二の怪談 MYSTERY NIGHT TOUR Selection1『北陸の海岸』（2003年7月25日、MNT-01）
- 稲川淳二の怪談 MYSTERY NIGHT TOUR Selection2『北海道の花嫁』 ～心を癒す怪談集～（2003年7月25日、MNT-02）
- 稲川淳二の怪談 MYSTERY NIGHT TOUR Selection3『赤い半纏』（2004年8月6日、MNT-03）
- 稲川淳二の怪談 MYSTERY NIGHT TOUR Selection4『隔離病棟の地下通路』（2005年6月3日、MNT-04）
- 稲川淳二の怪談 MYSTERY NIGHT TOUR Selection5『にわか坊主の怨み』（2006年6月2日、MNT-05）
- 稲川淳二の怪談 MYSTERY NIGHT TOUR Selection6『樹海』（2007年6月8日、MNT-06）
- 稲川淳二の怪談 MYSTERY NIGHT TOUR Selection7『ねんねこ坂』（2007年6月8日、MNT-07）
- 稲川淳二の怪談 MYSTERY NIGHT TOUR Selection8『真下の住人』（2008年6月6日、MNT-08）
- 稲川淳二の怪談 MYSTERY NIGHT TOUR Selection9『時間がない・・・』（2009年6月5日、MNT-09）
- 稲川淳二の怪談 MYSTERY NIGHT TOUR Selection10『先住者』（2010年6月4日、MNT-10）
- 稲川淳二の怪談 MYSTERY NIGHT TOUR BEST SELECTION BOX（2010年6月23日、TECS-15451）
- 稲川淳二の怪談 MYSTERY NIGHT TOUR Selection11『奥多摩の旅館』（2011年6月3日、MNT-11）
- 稲川淳二の怪談 MYSTERY NIGHT TOUR Selection12『黄色いトンネル』（2012年6月8日、MNT-12）
- 稲川淳二の怪談 MYSTERY NIGHT TOUR Selection13『赤い半纏＜完全版＞』（2012年6月20日、TECH-25301）
- 稲川淳二の怪談 MYSTERY NIGHT TOUR Selection14『長い死体』（2013年6月7日、MNT-14）
- 稲川淳二の怪談 MYSTERY NIGHT TOUR Selection15『ミシン』（2014年6月6日、MNT-15）
- 稲川淳二の怪談 MYSTERY NIGHT TOUR Selection16『リヤカー』（2015年6月5日、MNT-16）
- 稲川淳二の怪談 MYSTERY NIGHT TOUR Selection17『柳川の芸者』（2016年6月3日、MNT-17）
- 稲川淳二の怪談 MYSTERY NIGHT TOUR Selection18「蛍 火」～心を癒す怪談集 Ⅱ～（2017年6月9日、MNT-18）

### DVD
- MYSTERY NIGHT TOUR 2004 稲川淳二の怪談ナイト LIVE（2005年7月2日、MNTV-01）
- MYSTERY NIGHT TOUR 2005 稲川淳二の怪談ナイト LIVE（2006年8月4日、MNTV-02）
- MYSTERY NIGHT TOUR 2006 稲川淳二の怪談ナイト LIVE（2007年6月8日、MNTV-03）
- 稲川 +1 ～二十世紀完全保存版～ 稲川淳二 最・恐・怪・談（2007年9月26日、TEBA-39013）
- MYSTERY NIGHT TOUR 2007 稲川淳二の怪談ナイト LIVE（2008年6月6日、MNTV-04）
- MYSTERY NIGHT TOUR 2008 稲川淳二の怪談ナイト LIVE（2009年6月5日、MNTV-05）
- MYSTERY NIGHT TOUR 2009 稲川淳二の怪談ナイト LIVE（2010年6月4日、MNTV-06）
- MYSTERY NIGHT TOUR 2010 稲川淳二の怪談ナイト LIVE（2011年6月3日、MNTV-10）
- MYSTERY NIGHT TOUR 2011 稲川淳二の怪談ナイト LIVE（2012年6月8日、MNTV-11）
- MYSTERY NIGHT TOUR 2012 稲川淳二の怪談ナイト LIVE（2013年6月7日、MNTV-12）
- MYSTERY NIGHT TOUR 2013 稲川淳二の怪談ナイト LIVE（2014年6月6日、MNTV-13）
- MYSTERY NIGHT TOUR 2014 稲川淳二の怪談ナイト LIVE（2015年6月5日、MNTV-14）
- MYSTERY NIGHT TOUR 2015 稲川淳二の怪談ナイト LIVE（2016年6月3日、MNTV-15）
- MYSTERY NIGHT TOUR 2016 稲川淳二の怪談ナイト LIVE（2017年6月9日、MNTV-16）